# Светлая Поляна (эколого-этнографический парк)
Светлая Поляна — эколого-этнографический парк, расположенный на берегу озера Байкал в 240 км от города Улан-Удэ и в одном километре от села Максимиха Баргузинского района Республики Бурятия. Музейный комплекс размещается под открытым небом и выполнен в виде городища-острога времен освоения Баргузинского края казаками первопроходцами XVII века. Тип построек теремной в стиле деревянного зодчества, с крепостными башнями, православной часовней, ремесленными мастерскими русских, бурят и эвенков на базе традиционных ремесел.

## Экспонаты
В парке экспонируются предметы старинного быта, работы народного мастера России художника В. Н. Шелковникова, изделия прикладного искусства, образцы минералов и горных пород Байкальского региона. В парке также представлены редкие и эндемичные растения Баргузинского края.